# Imperator. L'ultimo eroe di Roma antica
Imperator: L'ultimo eroe di Roma antica è un libro storico del giornalista italiano Giulio Castelli ambientato nel V secolo d.C. avente come protagonista Maggioriano, che racconta gli avvenimenti che in quegli anni sconvolsero l'Europa dal suo punto di vista.
È stato pubblicato nel 2008 dalla casa editrice italiana Newton Compton Editori.

## Trama
Giulio Valerio Maggioriano nasce nel 413 ad Alessandria d'Egitto da una famiglia della nobiltà romana. Suo padre Donnino è il Prefetto dell'annona dell'Impero romano d'Occidente e si sta assicurando che da Alessandria arrivino a Roma i beni alimentari necessari. Qui la madre di Giulio Valerio frequenta la filosofa Ipazia che verrà uccisa da una folla di fanatici cristiani nel 415 d.C. il che coinciderà con la morte della madre di Maggioriano durante il parto di sua sorella Onilia. La figlia adottiva di Ipazia, Domiziana, sarà adottata da Donnino.
Per seguire la sua carriera politica, Donnino lascerà Alessandria alla volta di Cartagine. Qui sposerà la vedova Aeodata adottando suo figlio Vito che per tutta l'adolescenza, pur conservando per lui un sentimento di amicizia, sarà il principale rivale in amore di Giulio Valerio nella conquista della sorella adottiva Domiziana. Poco tempo dopo la famiglia si trasferirà a Roma dove, intrecciato al racconto dei tentativi di Magioriano di conquistare Domiziana, arrivano notizie sull'invasione da parte dei Vandali di Genserico e sulla "guerra" tra il governatore dell'Africa Bonifacio e il generale patrizio Flavio Ezio, vinta da quest'ultimo.
A 18 anni Giulio Valerio segue il padre in Gallia, dopo aver appreso che Domiziana si farà monaca, arruolandosi come comandante di un'ala di cavalleria nell'esercito di Ezio (il padre si occuperà esclusivamente dei rifornimenti all'armata) e svolgerà delle operazioni indipendenti a capo di cavalleria di Socii e foederati in particolar modo di Alani prima, e di Unni poi, prendendo parte alla guerra conto i rivoltosi Bacaudi. In questo periodo incontrerà anche personaggi importanti come il futuro imperatore Avito e Ricimero con cui avrà un rapporto di stima reciproca.
Tornato a Roma, dovrà incominciare a districarsi nella politica romana quando, dopo la morte di suo padre, erediterà il titolo di chiarissimo e di senatore, trovando un pericoloso avversario nell'eunuco Eraclio, un perfido personaggio detentore de facto del potere imperiale in quanto l'Augusto Valentiniano III non sembra interessato alla politica e l'augusta reggente Galla Placidia considera la Chiesa di maggiore importanza rispetto all'Impero.
L'obbiettivo di Eraclio è, inizialmente, di mettere Maggioriano contro Ezio in modo da diminuire il peso politico di quest'ultimo ma, resosi conto della grande fedeltà di Giulio Valerio nei confronti del Patrizio, deciderà di usare a questo scopo il fratello adottivo di Maggioriano, Vito, che metterà al comando di una campagna contro il regno suebo nel 446 che si concluderà con una sconfitta, la morte di Vito e con il conseguente fallimento del piano di Eraclio. Poco tempo dopo Maggioriano incontrerà Thea, una profuga proveniente da Biserta e scappata con l'arrivo dei Vandali con cui GIulio Valerio avrà una storia d'amore che si concluderà quando Thea gli preferirà Avito. Alle terme Maggioriano incontrerà l'irriverente Pietro che diventerà il suo consigliere.
Pochi anni dopo Maggioriano sarà chiamato da Ezio a reclutare delle truppe e raggiungerlo in Gallia per contrastare l'avanzata del temuto re degli Unni Attila. Sconfitto durante l'assedio di Orléans, Attila sarà costretto a ritirarsi e muoverà verso una piana in cui la sua cavalleria si potesse muovere con facilità. Ezio deciderà di dare battaglia nel 20 giugno del 451: incominciava la Battaglia dei Campi Catalaunici.
A Roma nel 454, dopo un complotto ordito da Eraclio, Ezio sarà ucciso dall'imperatore in persona dopo una lite e Maggioriano avrà il compito di calmare le truppe fedeli al generale assassinato guadagnando grande stima da parte dell'imperatore e rafforzando la sua posizione rispetto a Eraclio che vuole toglierlo di mezzo.
Successivamente a un'offesa, il patrizio Petronio Massimo ordirà una congiura insieme con i generali fedeli a Ezio per uccidere l'imperatore che avrà successo nel 455 e nella quale anche Eraclio sarà ucciso. Pretonio Massimo salirà al potere ma la morte di Valentiniano porterà a una riaccensione delle ostilità fra l'impero e i Vandali di Genserico che vedeva andare in fumo le pretese sul trono tramite il tentato fidanzamento di suo figlio Unnerico e la principessa Eudocia. Nello stesso anno infatti questo occuperà Roma saccheggiandola. Pretonio Massimo era stato linciato dalla folla poco prima dell'entrata dei Vandali in città.
Nel periodo successivo al ritorno dei Vandali a Cartagine Maggioriano fu de facto Prefetto dell'Urbe e si adoperò per una prima riorganizzazione della città. Non avanzando pretese al trono, fu Avito a diventare imperatore dimostrano tuttavia una scarsa attitudine al comando. Deposto da Maggioriano e da Ricimero dopo che questi lo avevano sconfitto, gli venne risparmiata la vita e dovette farsi consacrare vescovo nel 457. Morì poco dopo in circostanze poco chiare: un messo partito prima della sua sconfitta lo informò della sua condanna a morte da parte del senato romano e questo lo indusse a tentare la fuga verso la Gallia. Venne ucciso durante il tragitto da alcuni soldati, probabilmente agli ordini di Ricimero. Dopo molte pressioni da parte di quest'ultimo Maggioriano decise di prendere la porpora ma non facendosi acclamare Imperatore (titolo militare) dalle truppe di Ricimero ma Cesare (titolo elargito dal senato) dalle truppe a lui fedeli, ridimensionando l'influenza che Ricimero credeva di avere nei suoi confronti.
Successivamente alla narrazione delle sue riforme, Maggioriano giunge al presente in cui lui racconta di scrivere questo libro su consiglio di Pietro.
Il libro volge al termine con un epilogo in cui si parla della sua vittoriosa campagna in Spagna conto i Visigoti, la distruzione delle navi che avrebbero dovuto traghettarlo da Cartagena in Africa, l'assassinio dell'imperatore nel 461 da parte di Ricimero con il sostegno dei proprietari terrieri che non volevano che i propri contadini venissero arruolati e della Chiesa che vedeva ridimensionato il proprio potere e si conclude sulla triste nota della caduta dell'Impero, dopo varie dittature militari, nel 476 d.C., solo 15 anni dopo la morte di Maggioriano.

## Edizioni
- Giulio Castelli, Imperator. L'ultimo eroe di Roma antica, Roma, Newton Compton Editori, 14 gennaio 2008,  p. 584, ISBN 978-88-541-1019-9.